# Маково (Рязанская область)
Маково — село в Михайловском районе Рязанской области России. Входит в состав Стрелецко-Высельского сельского поселения.

## Этимология
Другие названия селения - Иляхино и Ляхи по фамилии донского атамана Ляха.

## География
Село Маково находится на речке Курлышевке.

## История
В старину оно было известно как село Иняхино со слободой Маковою и ещё до 1616 года имело приходской храм.
Село находилось в 10 км от г. Михайлов в Михайловском уезде. В первой четверти XVII века вотчина вдовы А. Ф. Измайловой. Далее усадьба переходит дворянам Колычевым, владевших усадьбой и в следующем столетии. В последней четверти XVIII века усадьба принадлежала лейб-гвардии капитану П. А. Колычеву (род. 1731), женатому на А. И. Ивашкиной и затем их сыну гвардии сержанту П. П. Колычеву (1776—1840), а с середины XIX века его сыну Р. П. Колычеву. После усадьба переходит дворянам Вишневским. В 1870 году имение купил министр внутренних дел и народного просвещения граф Д. А. Толстой (1823—1889), женатый на С. Д. Бибиковой (1827/31—1907). После имением владел их сын, граф Г. Д. Толстой (1862—1904).
Сохранились: руины одноэтажного главного дома, остатки парка с прудами. Действующая церковь Рождества Богородицы 1772—1777 годов в формах барокко, построенная П. А. Колычевым с трапезной середины XIX века и перестройками XX века. Надгробие графа Д. А. Толстого, захороненого у северного портала храма. Часть рукописного собрания из усадьбы находится в Рязанском историко-архитектурном музее-заповеднике.
В селе с 1874 года существует двухклассное училище Министерства народного просвещения, основанное графом Толстым. Им же учреждена здесь довольно значительная библиотека.
До 1924 года село входило в состав Маковской волости Михайловского уезда Рязанской губернии.

## Население
| 1859 | 1906 | 1929 | 2007 | 2010 |
| ---- | ---- | ---- | ---- | ---- |
| 681  | ↘500 | ↗624 | ↘121 | ↘101 |

## Храм в честь Рождества Пресвятой Богородицы
Впервые храм упоминается в приправочных книгах 1616 года. В них говорится, что храм во имя Рождества Пресвятой Богородицы был сожжён татарами.
Время восстановления Богородицерождественской церкви в разорённом селе Маково с точностью неизвестно, но она упоминается в окладных книгах 1676 года.
Каменная Богородицерождественская церковь с приделом святителя Димитрия Ростовского была построена в 1772 году (или 1779) лейб-гвардии капитаном П. А. Колычевым.
В основании она имеет форму квадрата, а со второго яруса форму восьмиугольника; алтарь четырёхугольный. Церковь имеет трапезную и колокольню, соединенную с ней. Трапезная часть построена на средства прихожан в 1857 году (или в 1859 году).
Снаружи церковь оштукатурена, внутри расписана фресками.
Ныне храм в хорошем состоянии, и в нём регулярно проходят церковные службы.
Ценности и документы
- Церковь в достаточной мере была снабжена утварью и ризницей.
- Достопримечательных по древности предметов не было.
- метрические книги — с 1780 года
- план на церковную землю 1787 года
- межевая книга 1772 года
- приходо-расходные книги — с 1843 года
- исповедные росписи — с 1826 года
- опись церковного имущества — с 1884 года

Штат
- до 1848 года — 2 священника, диакон, 2 дьячка, 2 пономаря.
- с 1849 года до 1873 года — священник, диакон, дьячок, пономарь.
- с 1873 год — 2 священника, 2 псаломщика.

Содержание
- доход от прихожан,
- проценты с поминовенного капитала в 200 рублей,
- доход от церковной земли (48,3 га пахотной и 3,3 га усадебной).

Состав прихода
- с. Маково
- д. Ерино
- д. Высоково
- д. Спасские Выселки
- д. Дубровка
- д. Дединёвка
- д. Горбатово
- д. Вылетовка
- Николаевская церковь с. Свечи (с 1873 года).

Число прихожан к 1890 году достигало 1964 человек.
Обычаи
- В праздник Преображения Господня прихожане приносят в церковь семена ржи, по окончании обедни при возженных над ними свечах священник читает «молитву над сеянием» и окропляет святой водой.
- На Пасху после частных молебенов служится мирской, причем каждый домохозяин приносит кулич. По окончании этого молебна сельский староста получает от священника на засев 4 кулича, окропленных святой водой — два для мужчин и два для женщин.

Престолы
- в настоящей — во имя Рождества Пресвятой Богородицы
- в приделе — во имя святого Димитрия Ростовского и Филиппа Митрополита Московского чудотворца (ок. 1857 года)
- в приделе — во имя святителя Николая Чудотворца (построен в 1886 году на средства землевладелицы села Высокого госпожи Меркурьевой)

В 1924—1925 годах здесь служил новомученик отец Гавриил Масленников.

## Достопримечательности
Могила Д. А. Толстого
Д. А. Толстой являлся богатейшим землевладельцем Рязанской губернии, где у него насчитывалось около десятка имений. Но предпочтение он отдавал селу Маково, в котором и завещал себя похоронить. Могила сохранилась до наших дней.
урочище Атаманов Пчельник
Урочище названо в честь донского атамана Ляха.